# Marydel
Marydel – miasto w Stanach Zjednoczonych, w stanie Maryland, w hrabstwie Caroline.